# Helius leucoplaca
Helius leucoplaca là một loài ruồi trong họ Limoniidae. Chúng phân bố ở khu vực sinh thái Tân Nhiệt đới.